# Dżammu i Kaszmir (terytorium)

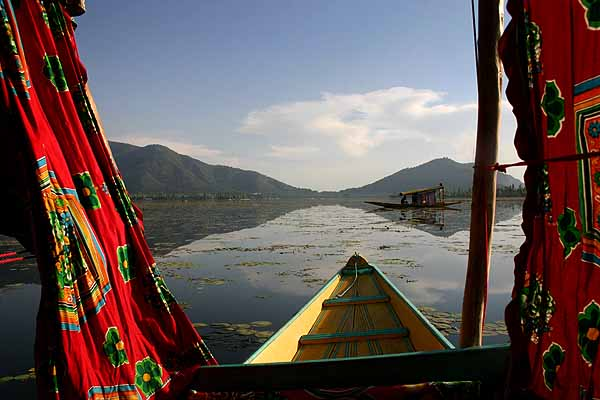
Jezioro Dal w Kaszmirze

Dżammu i Kaszmir (hindi जम्मू और कश्मीर, trb. Dźammu aur Kaśmir, trl. Jammū aur Kaśmīr; kaszm. ‏جۄم تٕ کٔشېر‎, trl. Jammū te Kaśmīr; urdu ‏مقبوضہ کشمیر‎, trl. Jammū wa Kaśmīr; ang. Jammu and Kashmir) – terytorium związkowe w północnych Indiach, większość jego terytorium zajmują Himalaje. Dżammu i Kaszmir sąsiaduje z Himachal Pradesh na południu, z Pakistanem na zachodzie oraz Ladakhiem na wschodzie. Terytorium zostało utworzone w 2019 roku w wyniku likwidacji i podziału dotychczasowego stanu Dżammu i Kaszmir.
W obrębie terytorium można wyróżnić:
- region Dżammu
- Kotlinę Kaszmirską

Śrinagar jest stolicą letnią terytorium, a Dżammu zimową. Obszar terytorium jest znany ze swojego pięknego krajobrazu i przyrody. Jest to także jedyna część Indii, gdzie muzułmanie stanowią większość.
Dżammu i Kaszmir leży na terenie, który jest przedmiotem sporu między Pakistanem a Indiami. Indie traktują cały stan jako swoje terytorium, mimo że kontrolują jedynie jego część.

## Historia
Podział 2019
W sierpniu 2019 r. rząd Indii, realizując obietnice wyborcze, uchylił specjalny status przyznany stanowi Dżammu i Kaszmir zgodnie z art. 370 konstytucji indyjskiej w 2019 r., a parlament Indii uchwalił ustawę o reorganizacji Dżammu i Kaszmiru, która zawierała postanowienia dotyczące rozwiązania stanu i jego reorganizacji na dwa terytoria związkowe - Dżammu i Kaszmir na zachodzie i Ladakh na wschodzie. Zmiany te weszły w życie 31 października 2019 r.

## Podział administracyjny
Dżammu i Kaszmir dzieli się na dystrykty:
| 1. Anantnag 2. Bandipora 3. Baramulla 4. Badgam 5. Doda 6. Ganderbal 7. Dżammu 8. Kathua 9. Kishtwar 10. Kulgam | 1. Kupwara 2. Poonch 3. Pulwama 4. Rajouri 5. Ramban 6. Reasi 7. Samba 8. Shopian 9. Śrinagar 10. Udhampur |

## Gospodarka
Gospodarka terytorium opiera się głównie na rolnictwie i pasterstwie. Kaszmir jest też znany z produkcji jedwabiu oraz eksportu drewna do wyrobu kijów do krykieta, zwanego Kashmir Willow.